# Flying Down to Rio
Volando a Río (Flying down to Río) es una película estadounidense musical romántica estrenada en 1933, dirigida por Thornton Freeland y protagonizada por Dolores del Río, Fred Astaire y Ginger Rogers.

## Sinopsis
Roger (Gene Raymond) un apuesto y coqueto músico americano, queda prendado de la belleza de Belinha De Rezende (Dolores del Río), una bellísima aristócrata brasileña. Pero Belinha ha de regresar a Brasil a casarse con un hombre solo para salvar a su padre. Roger, acompañado por su banda, encabezada por Fred (Fred Astaire) y Honey (Ginger Rogers), deberá viajar hasta Brasil para impedir el matrimonio.

## Argumento
El compositor Roger Bond y su orquesta se presentan en Miami, con la vocalista Honey Hales. A pesar de las advertencias del acordeonista y asistente del director de la banda Fred Ayres, Roger se siente atraído por la bella y coqueta Belinha que se encuentra entre el público. Deja el escenario para ir tras ella.
Dona Elena, la acompañante de Belinha, se entera de esto y hace que Roger y la banda sean despedidos. Pero Roger persigue a Belinha hasta Brasil y organiza un compromiso para la banda en el Hotel Atlántico en Río de Janeiro, sin saber que el hotel es propiedad del padre de Belinha. Roger convence a Belinha para que le permita llevarla allí en su avión privado, que tiene problemas durante el vuelo y les obligan a aterrizar en una isla aparentemente desierta. Bajo la luz de la luna, ella cae en sus brazos, mientras le admite que ya está comprometida.
En Río, Roger le informa a su buen amigo Julio que se ha enamorado, pero descubre que Belinha está comprometida con Julio. Durante los ensayos para la inauguración del hotel, la policía le dice a Fred que el hotel no tiene licencia para espectáculos. Cuando Roger ve un avión sobrevolando, se le ocurre la idea de atar bailarinas a los aviones, con Fred al frente de la banda y Honey y Julio al frente de los aviones. El espectáculo es un gran éxito y el futuro del hotel está garantizado. Julio le entrega Belinha a Roger mientras Fred y Honey celebran.
Send feedback

## Comentarios
Probablemente la película más célebre de la estrella mexicana Dolores del Río en su etapa hollywoodense. Fue, además, la cinta que catapultó a Fred Astaire y Ginger Rogers como la pareja de bailarines de Hollywood por excelencia. La película fue candidata en 1934 a los Premios Óscar de la Academia a la mejor música original por el tema "La Carioca". El mexicano Emilio Fernández, actor y director de cine, trabajó como extra en un número musical.